# Narses (Sasanidzi)
Narses lub Narseh – władca Persji z dynastii Sasanidów (293 - 303), syn Szapura I, następca Bahrama III. W trakcie swego panowania poniósł klęskę w wojnie z cesarzem rzymskim Galeriuszem, który zdobył Ktezyfont i zagarnął jego skarbiec, tabor i harem.